# Joshua Oppenheimer
Joshua Lincoln Oppenheimer (Austin, Texas, 23 de setembro de 1974) é um cineasta britânico. Como reconhecimento, foi nomeado ao Oscar 2016 na categoria de Melhor Documentário em Longa-metragem por The Look of Silence.